# Ulica kneza Koclja

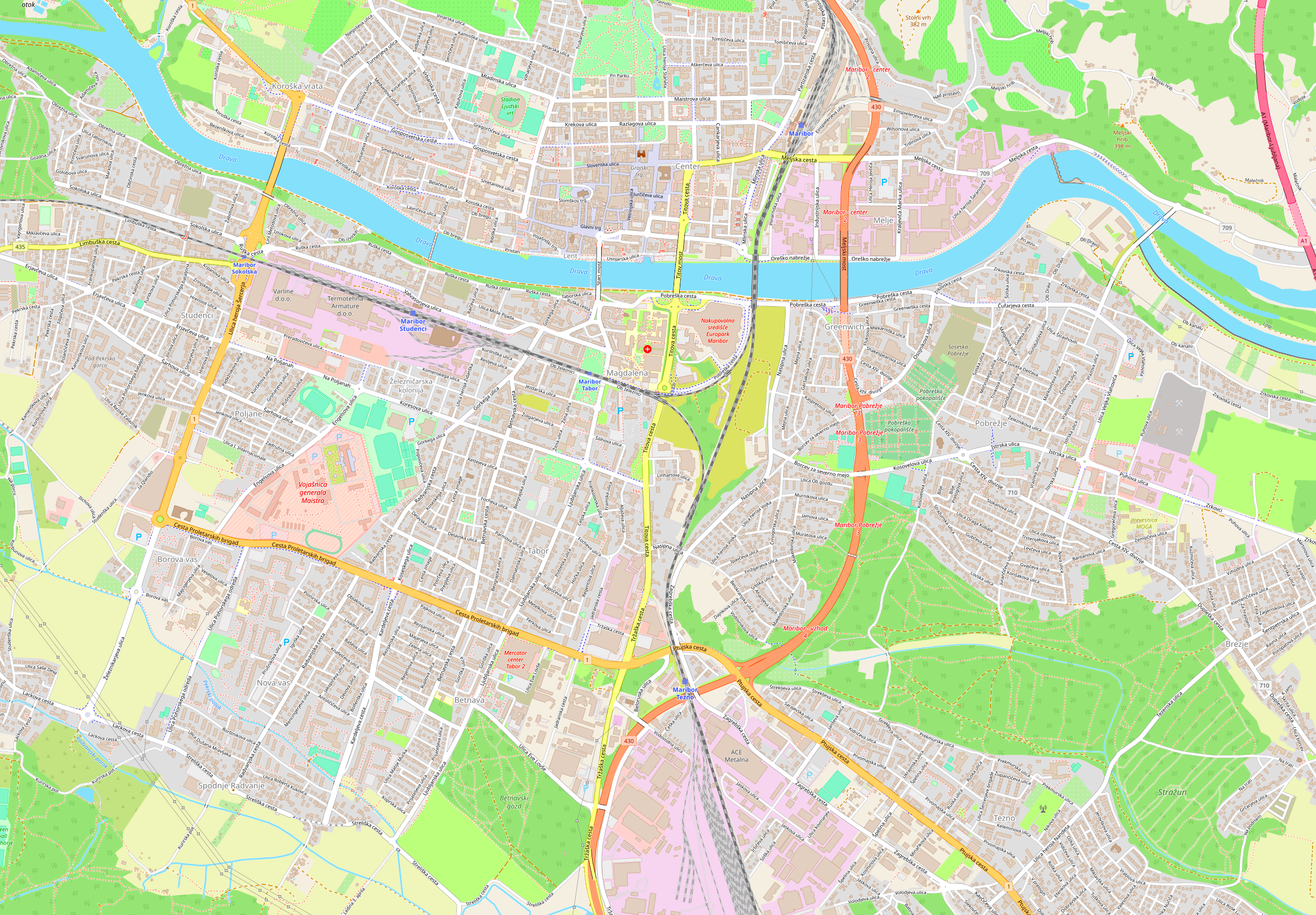

Ulica kneza Koclja (Fürst-Kocel-Gasse) ist der Name einer Straße im Stadtbezirk Center von Maribor, Slowenien. Sie ist benannt nach dem slawischen Fürsten Kocel († 876).

## Geschichte
Die Straße erhielt 1938 und dann erneut 1945 ihren heutigen Namen. Sie war 1886 als Verbindung zwischen Badgasse (Kopališka ulica, heute Svetozarevska ulica) und Bahndamm unter der Bezeichnung Nagystraße (bis 1919 und unter deutscher Besatzung von 1941 bis 1945) neu angelegt wurden, benannt nach Alexander Nagy, Marburger Bürgermeister von 1886 bis 1902.
1919 wurde die Straße durch die Frajovška ulica (deutsch Freihausgasse), die Verbindung zwischen Glavni trg und Vetrinjska ulica, verlängert und in Tattenbachova ulica umbenannt (nach dem steirischen Adeligen Hans Erasmus von Tattenbach). Die Frajovška ulica hatte früher Postgasse, auch Kleine Postgasse geheißen.

## Lage
Die Straße beginnt am östlichen Ende des Glavni trg (Maribor) (Marburger Hauptplatz) und verläuft nach Osten bis zur Kreuzung Mlinska ulica und Oreško nabrežje.

## Abzweigende Straßen
Die Ulica kneza Koclja berührt folgende Straßen und Orte (von West nach Ost): Vetrinjska ulica, Ključavničarska ulica (Schlossergasse), Ulica slovenske osamosvojitve, Ulica Vita Kraigherija, Ulica talcev, Vošnjakova ulica.

## Bauwerke und Erinnerungsorte
- Veranstaltungszentrum Narodni dom Maribor
- Liste der Stolpersteine in Maribor mit Stolpersteinen in der Straße